# پابلیک انمی
پابلیک اِنِمی (انگلیسی: Public Enemy به معنی دشمن ملت) گروه هیپ-هاپ آمریکایی است، که در لانگ آیلند در سال ۱۹۸۲ بنا نهاده شد و تا به امروز به فعالیت ادامه میدهد، و در زمره تأثیرگذارترین، بزرگترین و سیاسی‌ترین گروه‌های تاریخ، هیپ-هاپ قرار می‌گیرند. آن‌ها برای اشعار سیاسی خود، انتقاد از رسانه‌های آمریکایی و انتقاد شدید به نا امیدی و محرومیت و نگرانی‌های مربوط به جامعه سیاه پوستان شناخته می‌شوند.